# استير أوفوا أوكلو
استير أوفوا أوكلو، أو في البداية كانت تُدعي استير أوفوا نوكولينو (18 أبريل 1919، بيكي دزاكي – 8 فبراير 2002)، كانت سيدة أعمال غانية ورائدة في مجال القروض الصغيرة.
في عام 1976، كانت واحدة من مؤسسي المصرف العالمي للسيدات (WWB)، جنبا إلى جنب مع ميكائيلا والش وإيلا بهات، وشغلت منصب الرئيس التنفيذي الأول لتلك المؤسسة. في عام 1990، فازت بجائزة القيادة الأفريقية.

## التعليم والجزء الأول من حياتها
في منطقة فولتا، ولدت استير ابنة جورج نكولينو، الحداد، وزوجنه جورجينا، صانعة الخزف والمزارعة. تم إرسالها من قبل جدتها إلى المدرسة الابتدائية المشيخية، ثم انتقلت بعدها إلى مدرسة داخلية في بيكي بلينجو. أجبرها الفقر على السفر إلى هناك أسبوعياً بالطعام الذي تطهوه بنفسها. في وقت لاحق، حصلت على منحة دراسية إلى مدرسة آتشيموتا، حيث سافرت إلى هناك بأموال أعطتها إياها إحدى عماتها، ودرست هناك منذ عام 1936 إلى عام 1914، عندما حصلت على شهادة من مدرسة كامبردج. كانت أول شخص يبدأ نشاطاً رسمياً لتجهيز الأغذية في كوستا دي أورو، حيث عملت على تصنيع المربي والعصائر وعملت في توريد البرتقال، الذي وفرته له مدرسة آتشيموتا. وبرعاية من ذات المدرسة، زارت إنجلترا من عام 1949 إلى عام 1951، كونها أول شخص أسود البشرة يحصل على دبلوم في فن الطهو من معهد جوود هاوس كيبينج بلندن. وحصلت بعدها على دورة الدراسات العليا في حفظ الأغذية في محطة أبحاث لون أشتون، بجامعة بريستول.

## النشاط التجاري
منذ بداية السبعينات، انخرطت استير على المستوي الوطني والدولي في التمكين الاقتصادي للمرأة. كانت مستشارة لمجلس المرأة والتنمية منذ 1976 إلى 1986، وعضو في اللجنة الاستشارية الاقتصادية الوطنية بغانا منذ عام 1978 وحتى 1979، وعضو مجلس الدولة في جمهورية غانا الثالثة منذ 1979 إلى عام 1981. في عام 1975، كانت مستشارة في المؤتمر العالمي الأول المعني بالمرأة في المكسيك، حيث كانت تُشجع على إتاحة الائتمان للنساء كعضو مؤسس وأول رئيس لمجلس إدارة خدمات المرأة في الخدمات البنكية العالمية للمرأة من 1979 إلى 1985.

## نشاطها في الديانة المسيحية
كانت عضواً مؤسساً للجماعات الدينية، مثل الكنيسة البروتستانتية الإنجيلية في المدينة (إحدى ضواحي أكرا) ووحدة المسيحية العملية (غانا). كما ساعدت في تشكيل مجموعة من النساء في كنيسة إي.بي المعروفة باسم الطبقة التوراتية بهدف دراسة الكتاب المقدس وإدارة المنزل بعناية. عملت في لجنة السينودس التابعة لكنيسة إي.بي لمدة 12 عاماً.

## العائلة
تزوجت استير من ستيفن ورزقوا بأربعة أطفال: فينسنتيا كاناكو، فينسنت مالم، كريستيان بياسي وستيفن جونيور.

## موتها
توفت استير في أكرا، غانا بعد إصابتها بالتهاب رئوي في عام 2002. وقد حصلت على جنازة رسمية في أكرا ودُفنت في مسقط رأسها، بيكي دزاكي.

## الجوائز التكريمية
1. تكريم من الكنيسة المشيخية الإنجيلية، غانا، لتقديم خدمات جليلة للكنيسة (1982).
2. تكريم من قبل رابطة النساء في غانا (AWAG) لخدماتها الجديرة بالاحترام (1985).
3. مُعترف بها ومُصدقة من قبل هيئة تحرير مطبوعات السيرة الذاتية، إنجلترا، باعتبارها واحدة من أهم النساء في القرن العشرين.
4. تكريم من قبل أولوسونجون أوبسانخو، باعتبارها أول امرأة تفوز بجائزة القيادة الأفريقية للحد من الجوع، نيويورك (1990).
5. تكريم من الاتحاد الدولي للمهن التجارية (1991).
6. الجائزة الوطنية للثقافة والفنون (لجنة القافة الوطنية، 1992).
7. أول امرأة تحصل على جائزة Gottlieb Duttweiler، سويسرا (1993).
8. تكريم من جونيور أتشيفمنت (جائزة القيادة العالمية، 1995).
9. تكريم من قبل المعرض الأول للاستثمار للمرأة العالمية من قبل رابطة غانا لرواد الأعمال (GAWE) – يوليو (1996).
10. تكريم من قبل نقابة بكين لتفانيها ومساهماتها الهائلة في رخاء مدينتها بيكي، غانا.
11. تكريم من قبل المصرف العالمي للنساء – مايو (1995).
12. جائزة غانا للتميز في ألفية غانا للمرأة وتنمية المساواة بين الجنسين (1999).